# Modolo
Modolo es una localidad italiana de la provincia de Oristán, región de Cerdeña,  con 200 habitantes.

## Evolución demográfica
| Gráfica de evolución demográfica de Modolo entre 1861 y 2001 |
|                                                              |
| Fuente ISTAT - elaboración gráfica de Wikipedia              |